# Jörg Hoffmann (Schwimmer)
Jörg Hoffmann (* 29. Januar 1970 in Schwedt/Oder) ist ein ehemaliger deutscher Schwimmer, der bis 1990 für die DDR startete.

## Werdegang
Hoffmann wurde 1991 bei den Weltmeisterschaften in Perth Weltmeister über 400 m und, mit der Weltrekordzeit von 14:50,36 min, über 1500 m Freistil. Zudem wurde er 1992 bei den Olympischen Spielen in Barcelona Dritter über 1500 m Freistil. In Barcelona war er der Topfavorit für die lange Distanz, doch konnte er seine hochgesteckten Erwartungen nicht erfüllen. Außerdem erzielte er über 1500 m Freistil vier Europameistertitel in Folge (1989, 1991, 1993, 1995).
Seit 2005 ist er als Trainer am Olympiastützpunkt Potsdam tätig. Hoffmann betreut dort seit Jahren erfolgreich die Spitzengruppe und trainiert u. a. die Schwimmer Yannick Lebherz, Christian Diener, Carl Louis Schwarz und Tim-Thorben Suck, sowie die Nachwuchstalente Sonnele Öztürk und Eric Friese.
Im Oktober 2016 übernahm Jörg Hoffmann außerdem die paralympische Schwimmerin Maike Naomi Schnittger in seine Gruppe.

## Rekorde
| Deutsche Rekorde (1)    | Deutsche Rekorde (1) | Deutsche Rekorde (1) | Deutsche Rekorde (1) |
| ----------------------- | -------------------- | -------------------- | -------------------- |
| 1500 m Freistil         | 14:50,36 min         | 13. Januar 1991      | Perth                |
| (Stand: 1. August 2014) |                      |                      |                      |

Jörg Hoffmann war der erste deutsche Schwimmer, der die 1500 m unter 15 Minuten geschwommen ist, und er war der erste Schwimmer, der dabei jede 100 m unter einer Minute geschwommen ist.

## Doping
Von seinem Trainer Lutz Wanja erhielt er während seiner DDR-Zeit im Rahmen des staatlich verordneten Dopings im DDR-Leistungssport das Anabolikum Oral-Turinabol verabreicht.